# Mikael Kamber
Mikael Kamber (født 21. juli 1967 i Fredericia) er vært på TV2 Nyhederne og foredragsholder og forfatter om arbejdsglæde og positiv psykologi. Han er uddannet journalist og tidligere mediedirektør i DR.
Han har tidligere været vært på nyhedsudsendelsen 21'eren på TV 2 NEWS og magasinprogrammet Dags Dato på TV2. Mikael Kamber var med i den arbejdsgruppe der i sommeren 2006 forberedte TV 2's 24-timers nyhedskanal, TV 2 NEWS. Han har været ansat på TV 2 siden 1998. Inden da var han ansat ved DRs TV-avisen i fem år, ligesom han et par år arbejdede på TV Syd.
20. februar 2007 blev det meddelt at Mikael Kamber 1. juni 2007 forlader TV 2 til fordel for posten som chefredaktør på Jydske Vestkysten og direktør for Syddanske Medier.
1. februar 2010 meddelte DR at Mikael Kamber bliver ny mediedirektør, og dermed afløser Lars Grarup. 
1. juni 2012 meddelte TV 2, at Mikael Kamber vender tilbage til mediekoncernen, for at blive "det journalistiske fyrtårn" på TV 2 NEWS programmet "21'eren", der er sat til at have premiere 13. august 2012 klokken 21.
Mikael Kamber er pt selvstændig, som ordstyrer, konferencier og foredragsholder, ved siden af sit arbejde som nyhedsvært. Derudover er han forfatter til bogen "Vi er bedst når vi er glade" udgivet den 5. februar 2013 ved forlaget Gyldendal.

## Privat
Privat bor Mikael Kamber i København med sin kone og parrets to døtre. Han er opvokset på Fanø og i Esbjerg.
Mikael Kamber er søn af Fanø-byrådsmedlem F.X. Kamber (K) og hustruen Rita.